# Osiedle Batorego (Biłgoraj)
Osiedle Batorego – jedno z 12 osiedli (jednostek pomocniczych gminy), na jakie podzielone jest miasto Biłgoraj.

## Dane ogólne
Osiedle Batorego znajduje się w zachodniej części miasta. Sąsiaduje z Różnówką (od zachodu), osiedlem Bagienna (od północy) i osiedlem Nadstawna (od wschodu).
Wschodnią granicą Osiedla Batorego jest rzeka Biała Łada. Granicę zachodnią wyznacza Aleja Jana Pawła II w ciągu drogi wojewódzkiej nr 835. Od strony północnej osiedle odgranicza ul. Lubelska wraz z zabytkowym cmentarzem.
Pod względem powierzchni jest to jedna z najmniejszych jednostek podziału administracyjnego miasta. Obszar osiedla zajmuje ok. 34,5 ha. Teren osiedla – poza wspomnianą wyżej nekropolią – niemal w całości zajęty jest przez budownictwo jednorodzinne. W południowej części obszaru osiedla znajduje się targowisko miejskie. Nazwy większości ulic w granicach osiedla nawiązują do historycznych władców Polski.
Nazwa osiedla odwołuje się do postaci króla Stefana Batorego, który w 1578 r. wydał przywilej lokacyjny dla miasta.
Organem uchwałodawczym osiedla jako jednostki pomocniczej gminy miejskiej Biłgoraj jest Rada Osiedla. Organ wykonawczy to Zarząd Osiedla.

## Informacje historyczne
W momencie powstania Biłgoraja w drugiej połowie XVI w. obszar dzisiejszego osiedla im. Batorego nie spełniał żadnej istotnej funkcji. Był to niezurbanizowany teren, położony po zachodniej stronie miasta, oddzielony od niego Białą Ładą i najprawdopodobniej zabagniony. Przez Białą Ładę przerzucony był most; droga przez niego przechodząca – dzisiejsza ulica Lubelska – rozwidlała się w kierunkach Lublina i Krzeszowa.
Najpóźniej w pierwszej połowie XIX w. wytyczono dzisiejszą ulicę Zieloną. Wówczas stanowiła ona drogę, łączącą miasto z pałacem i folwarkiem Rożnówka. Około 1880 r. powstał cmentarz po południowej stronie ulicy Lubelskiej, będący dziś północnym krańcem osiedla. Na terenie nekropolii składano szczątki mieszkańców miasta, w tym – w okresie zaborów – przybyłych tutaj Rosjan. Stał się on też miejscem pochówku ofiar I oraz II wojny światowej. Obecnie stanowi jeden z najcenniejszych obiektów zabytkowych Biłgoraja.
Na mapach z drugiej połowy XIX w. oraz z okresu międzywojennego (1918-1939) obszar dzisiejszego osiedla jest oznaczany jako teren niezagospodarowany, z rozrzuconymi pojedynczymi zabudowaniami. Podobnie przedstawiają go fotografie z pierwszych lat XX w. oraz z okresu II wojny światowej. W ogólnym zarysie zabudowa na tym terenie nie rozwijała się w zauważalnym stopniu aż do pierwszej połowy lat 90. XX w.
Obecna sieć ulic oraz zabudowa osiedla powstała w latach 90. XX w. oraz w pierwszym dziesięcioleciu XXI w. Miejscowy plan zagospodarowania przestrzennego dla obszaru osiedla napisano w 1997 r., a uchwalono 28 czerwca 2000 r. Osiedle im. Stefana Batorego jako jednostkę podziału administracyjnego miasta w sensie formalnym powołano do życia Uchwałą Rady Miasta w Biłgoraju z dnia 25 sierpnia 2004 r. Obecny Statut Rady Osiedla obowiązuje od 2008 r.